# BAFTA (премия, 1999)
52-я церемония вручения наград премии BAFTA

11 апреля 1999
Лучший фильм: 

Влюблённый Шекспир 

Shakespeare in Love
Лучший британский фильм: 

Елизавета 

Elizabeth
Лучший неанглоязычный фильм: 

Центральный вокзал 

Central do Brasil
< 51-я Церемонии вручения 53-я >
52-я церемония вручения наград премии BAFTA, учреждённой Британской академией кино и телевизионных искусств, за заслуги в области кинематографа за 1998 год состоялась в Лондоне 11 апреля 1999 года.
Приз зрительских симпатий — Audience Award: Orange Film of the Year — достался картине режиссёра Гая Ричи «Карты, деньги, два ствола». Возобновилось награждение самых многообещающих дебютантов, на сей раз молодых британских продюсеров, режиссёров и сценаристов. Эта специальная премия, существовавшая ранее в период с 1953 по 1985 гг. и присуждаемая начинающим актёрам, снова стала ежегодной и получила новое название — «Награда имени Карла Формана» (англ. Carl Foreman Award) в честь американского сценариста и продюсера, оказавшего заметное влияние на британский кинематограф.

## Полный список победителей и номинантов
| Победители выделены отдельным цветом. |

### Основные категории
| Категории                         | Победители и номинанты                                                                             |
| --------------------------------- | -------------------------------------------------------------------------------------------------- |
| Лучший фильм                      | • «Влюблённый Шекспир» — Дэвид Парфитт, Донна Джильотти, Харви Вайнштайн, Эдвард Цвик, Марк Норман |
| Лучший фильм                      | • «Елизавета» — Тим Беван, Эрик Феллнер, Элисон Оуэн                                               |
| Лучший фильм                      | • «Шоу Трумана» — Скотт Рудин, Эндрю Никкол, Эдвард Фелдман, Адам Шрёдер                           |
| Лучший фильм                      | • «Спасти рядового Райана» — Стивен Спилберг, Йен Брайс, Марк Гордон, Гэри Левинсон                |
| Лучший британский фильм           | • «Елизавета» — Тим Беван, Эрик Феллнер, Элисон Оуэн, Шекхар Капур                                 |
| Лучший британский фильм           | • «Голосок» — Элизабет Карлсен, Марк Херман                                                        |
| Лучший британский фильм           | • «Хилари и Джеки» — Энди Патерсон, Николас Кент, Энанд Такер                                      |
| Лучший британский фильм           | • «Меня зовут Джо» — Ребекка О’Брайен, Кен Лоуч                                                    |
| Лучший британский фильм           | • «Карты, деньги, два ствола» — Мэттью Вон, Гай Ричи                                               |
| Лучший британский фильм           | • «Осторожно, двери закрываются» — Сидни Поллак, Филиппа Брэйтуэйт, Уильям Хорберг, Питер Хауитт   |
| Лучший неанглоязычный фильм       | • «Центральный вокзал» (режиссёр — Вальтер Саллес; Бразилия, Франция)                              |
| Лучший неанглоязычный фильм       | • «Жизнь прекрасна» (режиссёр — Роберто Бениньи; Италия)                                           |
| Лучший неанглоязычный фильм       | • «Живая плоть» (режиссёр — Педро Альмодовар; Испания, Франция)                                    |
| Лучший неанглоязычный фильм       | • «Горбун» (режиссёр — Филипп де Брока; Франция, Италия, Германия)                                 |
| Лучшая режиссёрская работа        | • Питер Уир — «Шоу Трумана»                                                                        |
| Лучшая режиссёрская работа        | • Шекхар Капур — «Елизавета»                                                                       |
| Лучшая режиссёрская работа        | • Джон Мэдден — «Влюблённый Шекспир»                                                               |
| Лучшая режиссёрская работа        | • Стивен Спилберг — «Спасти рядового Райана»                                                       |
| Лучшая мужская роль               | • Роберто Бениньи — «Жизнь прекрасна»                                                              |
| Лучшая мужская роль               | • Майкл Кейн — «Голосок»                                                                           |
| Лучшая мужская роль               | • Том Хэнкс — «Спасти рядового Райана»                                                             |
| Лучшая мужская роль               | • Джозеф Файнс — «Влюблённый Шекспир»                                                              |
| Лучшая женская роль               | • Кейт Бланшетт — «Елизавета»                                                                      |
| Лучшая женская роль               | • Джейн Хоррокс — «Голосок»                                                                        |
| Лучшая женская роль               | • Эмили Уотсон — «Хилари и Джеки»                                                                  |
| Лучшая женская роль               | • Гвинет Пэлтроу — «Влюблённый Шекспир»                                                            |
| Лучшая мужская роль второго плана | • Джеффри Раш — «Влюблённый Шекспир»                                                               |
| Лучшая мужская роль второго плана | • Эд Харрис — «Шоу Трумана»                                                                        |
| Лучшая мужская роль второго плана | • Джеффри Раш — «Елизавета»                                                                        |
| Лучшая мужская роль второго плана | • Том Уилкинсон — «Влюблённый Шекспир»                                                             |
| Лучшая женская роль второго плана | • Джуди Денч — «Влюблённый Шекспир»                                                                |
| Лучшая женская роль второго плана | • Бренда Блетин — «Голосок»                                                                        |
| Лучшая женская роль второго плана | • Кэти Бэйтс — «Основные цвета»                                                                    |
| Лучшая женская роль второго плана | • Линн Редгрейв — «Боги и монстры»                                                                 |
| Лучший адаптированный сценарий    | • «Основные цвета» — Элейн Мэй                                                                     |
| Лучший адаптированный сценарий    | • «Голосок» — Марк Херман                                                                          |
| Лучший адаптированный сценарий    | • «Плутовство» — Хилари Хенкин, Дэвид Мамет                                                        |
| Лучший адаптированный сценарий    | • «Хилари и Джеки» — Фрэнк Коттрелл Бойс                                                           |
| Лучший оригинальный сценарий      | • «Шоу Трумана» — Эндрю Никкол                                                                     |
| Лучший оригинальный сценарий      | • «Елизавета» — Майкл Хёрст                                                                        |
| Лучший оригинальный сценарий      | • «Влюблённый Шекспир» — Марк Норман, Том Стоппард                                                 |
| Лучший оригинальный сценарий      | • «Жизнь прекрасна» — Роберто Бениньи, Винченцо Черами                                             |

### Другие категории
| Категории                                                                                | Победители и номинанты                                                                |
| ---------------------------------------------------------------------------------------- | ------------------------------------------------------------------------------------- |
| Лучшая музыка к фильму                                                                   | • «Елизавета» — Дэвид Хиршфелдер                                                      |
| Лучшая музыка к фильму                                                                   | • «Хилари и Джеки» — Баррингтон Фелунг                                                |
| Лучшая музыка к фильму                                                                   | • «Влюблённый Шекспир» — Стивен Уорбек                                                |
| Лучшая музыка к фильму                                                                   | • «Спасти рядового Райана» — Джон Уильямс                                             |
| Лучшая операторская работа                                                               | • «Елизавета» — Реми Адефарасин                                                       |
| Лучшая операторская работа                                                               | • «Шоу Трумана» — Питер Бижу                                                          |
| Лучшая операторская работа                                                               | • «Влюблённый Шекспир» — Ричард Грейтрекс                                             |
| Лучшая операторская работа                                                               | • «Спасти рядового Райана» — Януш Камински                                            |
| Лучшие визуальные эффекты                                                                | • «Спасти рядового Райана» — Стефан Фангмейер, Роджер Гайетт, Нил Корбоулд            |
| Лучшие визуальные эффекты                                                                | • «Муравей Антц» — Джон Белл, Кен Биленберг, Филипп Глюкман, Кендал Кронкхайт         |
| Лучшие визуальные эффекты                                                                | • «Шоу Трумана» — Майкл Дж. МакАлистер, Крэйг Бэррон, Брэд Куэн, Питер Чесни          |
| Лучшие визуальные эффекты                                                                | • «Бэйб: Поросёнок в городе» — Билл Вестенхофер, Ник Сканлэн, Крис Годфри, Грэм Эндрю |
| Лучший грим                                                                              | • «Елизавета» — Дженни Ширкор                                                         |
| Лучший грим                                                                              | • «Влюблённый Шекспир» — Лиза Уэсткотт                                                |
| Лучший грим                                                                              | • «Бархатная золотая жила» — Питер Кинг                                               |
| Лучший грим                                                                              | • «Спасти рядового Райана» — Луис Бёрвэлл, Дженнетт Фриман                            |
| Лучший дизайн костюмов                                                                   | • «Бархатная золотая жила» — Сэнди Пауэлл                                             |
| Лучший дизайн костюмов                                                                   | • «Елизавета» — Александра Бирн                                                       |
| Лучший дизайн костюмов                                                                   | • «Маска Зорро» — Грасиэла Масон                                                      |
| Лучший дизайн костюмов                                                                   | • «Влюблённый Шекспир» — Сэнди Пауэлл                                                 |
| Лучшая работа художника-постановщика                                                     | • «Шоу Трумана» — Деннис Гасснер                                                      |
| Лучшая работа художника-постановщика                                                     | • «Елизавета» — Джон Майр                                                             |
| Лучшая работа художника-постановщика                                                     | • «Влюблённый Шекспир» — Мартин Чайлдс                                                |
| Лучшая работа художника-постановщика                                                     | • «Спасти рядового Райана» — Томас Сандерс                                            |
| Лучший монтаж                                                                            | • «Влюблённый Шекспир» — Дэвид Гэмбл                                                  |
| Лучший монтаж                                                                            | • «Елизавета» — Джилл Билкок                                                          |
| Лучший монтаж                                                                            | • «Спасти рядового Райана» — Майкл Кан                                                |
| Лучший монтаж                                                                            | • «Карты, деньги, два ствола» — Найвен Хоуи                                           |
| Лучший звук                                                                              | • «Спасти рядового Райана» — Гэри Райдстром, Гэри Саммерс, Энди Нельсон и другие…     |
| Лучший звук                                                                              | • «Голосок» — Питер Линдсей, Родни Гленн и другие…                                    |
| Лучший звук                                                                              | • «Хилари и Джеки»— Найджел Хит, Джулиан Слейтер и другие…                            |
| Лучший звук                                                                              | • «Влюблённый Шекспир» — Питер Глоссоп, Доминик Лестер и другие…                      |
| Лучший анимационный короткометражный фильм                                               | • «Кентерберийские рассказы» — Аида Зябликова, Эшли Поттер и другие…                  |
| Лучший анимационный короткометражный фильм                                               | • 1001 Nights — Юкио Сонояма, Майк Смит                                               |
| Лучший анимационный короткометражный фильм                                               | • Gogwana — Хелен Набарро, Майкл Морт и другие…                                       |
| Лучший анимационный короткометражный фильм                                               | • Humdrum — Карла Шелли, Майкл Роуз, Питер Пик                                        |
| Лучший короткометражный фильм                                                            | • Home — Ханна Льюис, Мораг МакКиннон, Колин МакЛарен                                 |
| Лучший короткометражный фильм                                                            | • Anthrakitis — Наташа Дэк, Сара Шугарман                                             |
| Лучший короткометражный фильм                                                            | • Eight — Джон Финн, Стивен Долдри, Тим Клейг                                         |
| Лучший короткометражный фильм                                                            | • In Memory of Dorothy Bennett — Кэтрин МакАртур, Мартин Радич                        |
| Премия им. Карла Формана за лучший дебют британского сценариста, режиссёра или продюсера | • Ричард Квитневски — «Любовь и смерть на Лонг-Айленде» (режиссёр)                    |
| Премия им. Карла Формана за лучший дебют британского сценариста, режиссёра или продюсера | • Шейн Медоуз — «24:7» (режиссёр, сценарист)                                          |
| Премия им. Карла Формана за лучший дебют британского сценариста, режиссёра или продюсера | • Мэттью Вон — «Карты, деньги, два ствола» (продюсер)                                 |
| Премия им. Карла Формана за лучший дебют британского сценариста, режиссёра или продюсера | • Сандра Голдбахер — «Гувернантка» (режиссёр, сценарист)                              |
| Michael Balcon Award за вклад в развитие британского кинематографа                       | • Майкл Кан — исполнительный продюсер                                                 |
| BAFTA Academy Fellowship Award                                                           | • Элизабет Тейлор — актриса                                                           |
| BAFTA Academy Fellowship Award                                                           | • Эрни Уайз — телевизионный и театральный актёр                                       |
| BAFTA Academy Fellowship Award                                                           | • Эрик Моркамб — телевизионный и театральный актёр                                    |